# Leptanilla besucheti
Leptanilla besucheti  (лат.) — вид мелких муравьёв рода Leptanilla из подсемейства Leptanillinae (Formicidae). Ориентальная область.

## Распространение
Встречается в Южной Азии: Шри-Ланка.

## Описание
Мелкого размера муравьи жёлтовато-бурого цвета (1-2 мм). Рабочие особи слепые (сложных глаз нет). Жвалы с 3 зубцами. Тело покрыто редкими короткими волосками, которые более редки на голове и грудке. Голова длиннее своей ширины. Длина головы (HL) 0,30 — 0,34 мм, ширина головы (HW) 0,24 — 0,25 мм. Усики 12-члениковые. Скапус усиков короткий (короче головы). Метанотальная бороздка отсутствует. Стебелёк между грудкой и брюшком состоит из двух узловидных члеников (петиоль и постпетиоль). Близок к виду Leptanilla morimotoi. Вид был описан в 1977 году итальянским мирмекологом Ч. Барони-Урбани (Baroni Urbani, C.) и назван в честь швейцарского энтомолога Клода Бесюше (Dr. Claude Besuchet; Natural History Museum of Geneva, Женева), собравшего типовую серию
.